# Битка при Малага (1937)
Битката при Малага е кулминацията на офанзива в началото на 1937 г. от комбинираните националистически и италиански сили, с въздушна и морска подкрепа от Нацистка Германия, за отнемане на републиканския контрол над провинция Малага по време на Гражданската война в Испания.
Участието на редовни марокански части и италиански танкове от наскоро пристигналия Италиански експедиционен корпус води до пълното поражение на Испанската републиканска армия и капитулацията на Малага за по-малко от седмица.

## Прелюдия
След неуспеха при превземането на Мадрид и републиканската контраатака в битката на пътя Коруня, националистите се опитват да си върнат инициативата. Ивица земя с ширина 25 километра в Южна Испания по протежението на Средиземно море, центрирана в Малага, база на испанския републикански флот, е държана от републиканците и пристигането на италиански войски в близкото пристанище Кадис прави атаката срещу Малага логична.
На 17 януари кампанията за завладяване на Малага започва, когато новосъздадената южна армия под командването на Гонсало Кейпо де Ляно настъпва от запад, докато войниците, водени от полковник Антонио Муньос Грандес, атакуват от североизток. И двете атаки срещат малка съпротива и напредват до 15 километра за седмица. Републиканците не успяват да разберат, че националистите се концентрират за атака срещу Малага и по този начин остават неподсилени и неподготвени за основната атака на 3 февруари.

## Бойци

### Националисти
Смесена сила от 15 000 националистически войници (марокански колониални войски, членове на карлистката милиция (рекете)) и италиански войници участват в националистическата атака срещу Малага. Тази сила е командвана от Кейпо де Ляно. Италианците, водени от Марио Роата и известни като Черните ризи, формират девет механизирани батальона от около 5 000 - 10 000 войници и са оборудвани с леки танкове и бронирани коли. В Алборанско море, Канарските острови, Балеарските острови и Веласко са в позиция да блокират и бомбардират Малага, заедно с германския крайцер Адмирал Шеер. Националистическите сили са допълнително подкрепени от военновъздушните сили на германския легион „Кондор“.

### Републиканци
Републиканските сили се състоят от 12 000 андалуски милиционери (само 8 000 въоръжени) от Националната конфедерация на труда (Confederación Nacional del Trabajo или CNT). Макар и големи по брой и висок дух, милиционерите са напълно неподготвени за война и между тях има силен неприязън между CNT и комунистическите милиционери. Освен това им липсват оръжия, за да поддържат успешна защита срещу модерните оръжия на италианците. В Малага липсва противовъздушна отбрана, милиционерите не изграждат и окопи или пътни блокади и нямат боеприпаси.

## Битка
Армията на Юга започва атаката на Малага от запад при Ронда на 3 февруари. Атакувайки от север през нощта на 4 февруари, италианските черноризци постигат голям пробив, защото републиканците са неподготвени за война с танкове. Националистите продължават напредък към Малага и до 6 февруари достигат височините около града. Опасявайки се от обсада, републиканският командир, полковник Вилалба, нарежда евакуацията на Малага. На 8 февруари Кейпо де Ляно и армията на Юга навлизат в мрачна и изоставена Малага.

## Последица

### Националистически репресии
Републиканците, които не успяват да избягат от Малага, са или разстреляни, или хвърлени в затвора. След падането на Малага националистите екзекутират 4 000 републиканци само в самия град. Хиляди републикански бежанци бягат от крайбрежния град, много от тях загиват. Националистите настигат бягащите републиканци по пътя за Алмерия и застрелват мъжете, но оставят жените да продължат, за да прехвърлят тежестта на изхранването им върху републиканското правителство. Пол Престън, британски историк казва: „Тълпите от бежанци, които блокираха пътя от Малага, бяха в ад. Те бяха обстрелвани от морето, бомбардирани от въздуха и след това обстрелвани с картечници."

### Политически и военни последици
Опустошителното поражение, претърпяно от републиканците, кара комунистите в правителството на Валенсия да поискат оставката на 20 февруари на генерал Хосе Асенсио Торадо, заместник-министър на войната. Франсиско Ларго Кабайеро го заменя с човек без военно минало, Карлос де Барайбар.
Бенито Мусолини вижда грандиозния успех на италианските войски като причина да продължи и увеличи италианското участие в Испания, въпреки че се съглася със Споразумението за ненамеса. Плановете за превземане на Валенсия пропадат, за да се постигне решителна победа чрез нападение и превземане на Мадрид.